# Langegg (Bernbeuren)
Langegg ist ein Gemeindeteil der Gemeinde Bernbeuren im oberbayerischen Landkreis Weilheim-Schongau.
Der Weiler liegt circa zwei Kilometer südlich von Bernbeuren und ist über die Kreisstraße WM 20 zu erreichen.

## Baudenkmäler

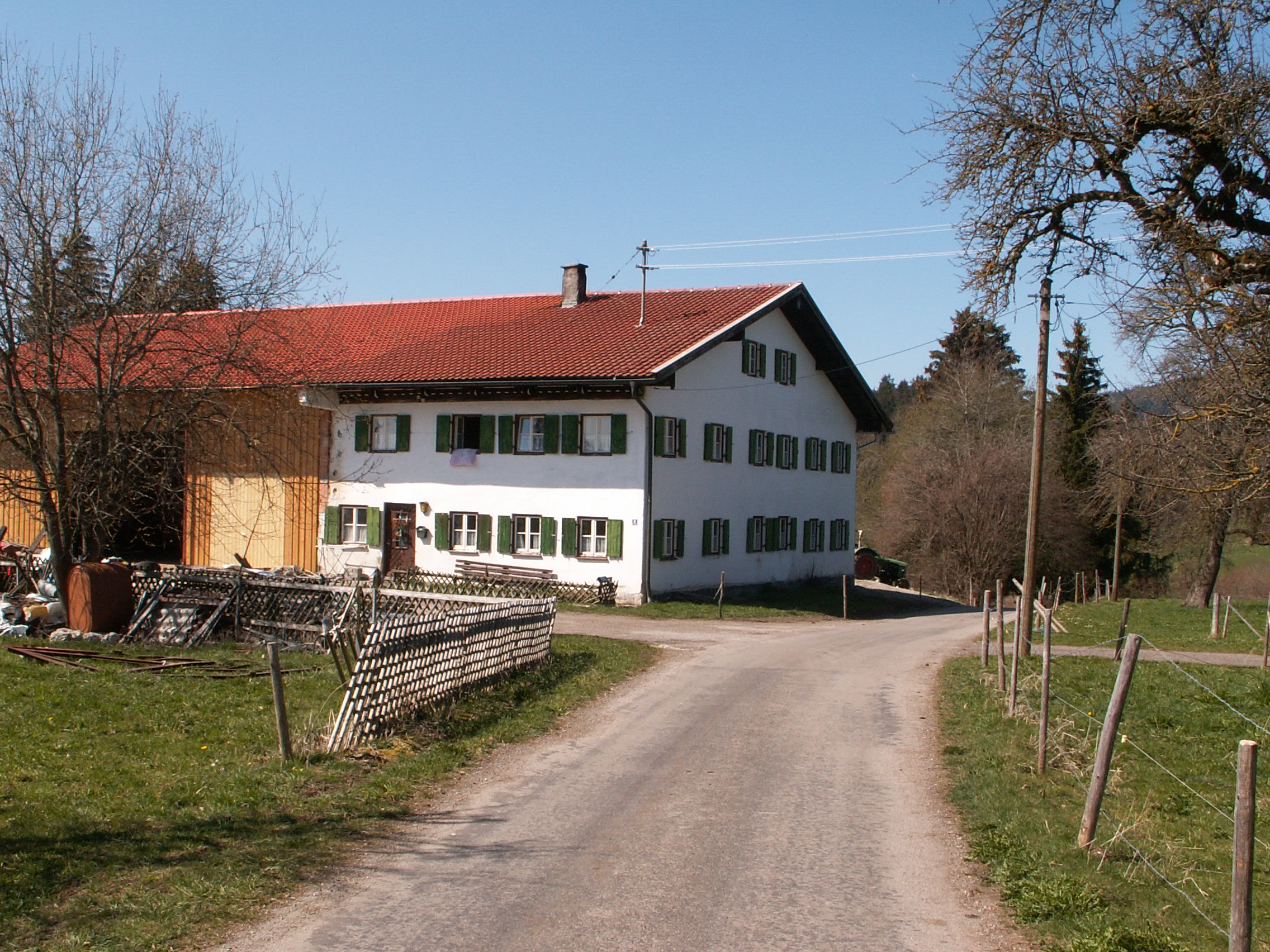
Haus Nr. 4 in Langegg

Siehe: Liste der Baudenkmäler in Bernbeuren#Andere Ortsteile
- Haus Nr. 4, Bauernhaus, Ende des 18. Jahrhunderts